# Fabiana Sugimori
Fabiana Harumi Sugimori (Campinas, São Paulo, 1º de dezembro de 1980) foi nadadora profissional pelo Tênis Clube de Campinas (TCC) até o fim de 2008, competiu na categoria S11 e conquistou duas medalhas de ouro paraolímpicas e uma de bronze, além de diversas outras medalhas e títulos mundiais. É formada em Relações Públicas pela PUCC.

## Conquistas[3]

### Paraolimpíadas
- Medalha de ouro nos 50 metros livres nos Jogos Paraolímpicos de Sydney (2000)
- Medalha de ouro nos 50 metros livres nos Jogos Paraolímpicos de Atenas (2004), com recorde mundial
- Medalha de bronze nos 50 metros livres nos Jogos Paraolímpicos de Pequim (2008)

### Jogos parapan-americanos
- Medalha de ouro nos 50 metros livres no Parapan-americano do México (1999)
- Medalha de ouro nos 100 metros livres no Parapan-americano do México (1999)
- Medalha de ouro nos 200 metros livres no Parapan-americano do México (1999)
- Medalha de ouro nos 50 metros peito no Parapan-americano do México (1999)
- Medalha de ouro nos 100 metros peito no Parapan-americano do México (1999)
- Medalha de ouro nos 50 metros livres no Parapan-americano de Mar del Plata (2003)
- Medalha de ouro nos 100 metros livres no Parapan-americano de Mar del Plata (2003)
- Medalha de ouro nos 100 metros peito no Parapan-americano de Mar del Plata (2003)
- Medalha de ouro nos 200 metros medley no Parapan-americano de Mar del Plata (2003)
- Medalha de ouro nos 100 metros borboleta no Parapan-americano de Mar del Plata (2003)
- Medalha de ouro nos 50 metros livres categoria S11 nos Jogos Parapan-americanos do Rio de Janeiro (2007)
- Medalha de ouro nos 100 metros livres categoria S11 nos Jogos Parapan-americanos do Rio de Janeiro (2007)
- Medalha de prata nos 100 metros peito categoria SB11 nos Jogos Parapan-americanos do Rio de Janeiro (2007)
- Medalha de bronze nos 400 metros livres categoria S12 nos Jogos Parapan-americanos do Rio de Janeiro (2007)

### Campeonato Mundial
- Medalha de ouro nos 50 metros livres no Mundial de Mar del Plata (2002)
- Medalha de ouro nos 100 metros livres no Mundial de Mar del Plata (2002)
- Medalha de bronze nos 200 metros medley no Mundial de Mar del Plata (2002)

## Biografia e carreira
Fabiana nasceu prematura com 6 meses e meio, e perdeu a visão pouco depois do nascimento por causa do excesso de oxigênio na incubadora do hospital que queimou a sua retina. Esse problema se chama fibroplasia. O olho direito foi totalmente comprometido e o esquerdo reconhece alguma luminosidade.

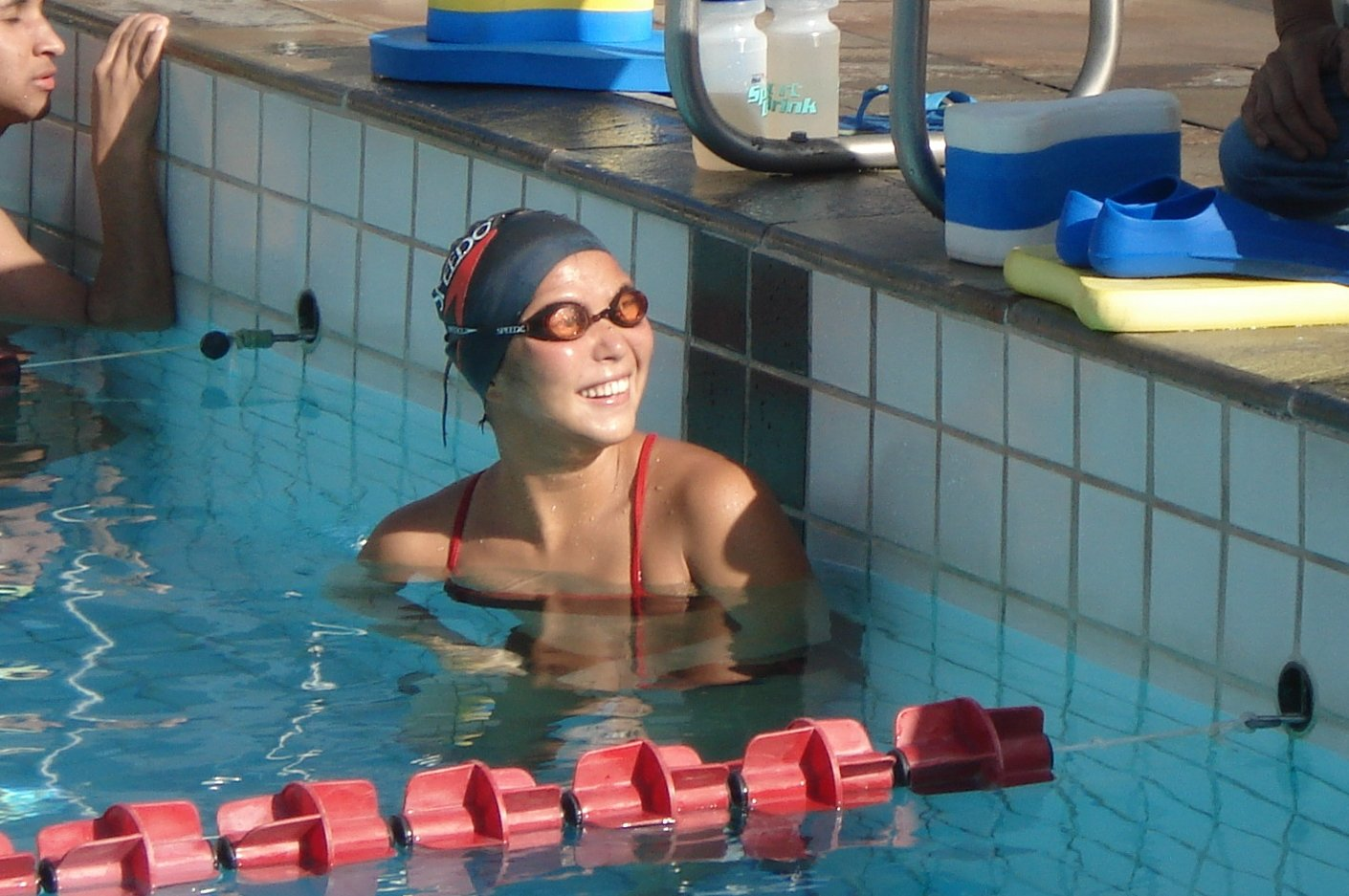
Fabiana Sugimori em treino no Tênis Clube de Campinas para os Jogos Paraolímpicos de Pequim, agosto de 2008

Fabiana frequentava uma escola comum mas também a escola Pró-Visão que ensinava o braille. Através do Pró-Visão e por incentivo da mãe Hilda Sugimori ela começou a fazer natação na Academia Catarina aos três anos e meio de idade. Fez também dança rítmica e aulas de piano (de 1986 a 1999), aulas de flauta doce e contralto (de 1991 a 1999).
Em 1989 começou a treinar no Guarani Futebol Clube em Campinas, onde ficou por um ano. Depois, transferiu-se para o Tênis Clube onde treina até hoje. Treinava e competia natação com pessoas não portadoras de deficiência visual até os 12 anos de idade. Em 1993, aos 12 anos, disputou seu primeiro campeonato brasileiro com atletas portadores de deficiência.
Em 1996, na Paraolimpíada de Atlanta, Fabiana - ainda com pouco experiência - impressionou na sua modalidade. Em 2000, em Sydney, conquistou o único ouro da modalidade no último dia de competição. Em 2004, em Atenas, Fabiana venceu os 50 metros livres batendo o recorde mundial e tornando-se bicampeã da prova. Formada em Relações Públicas, ela conta com o apoio incondicional da família e dos amigos. A nadadora pretende ainda trabalhar na área escolhida e constituir família.
No último ano em que competiu profissionalmente, em 2008, pesava 50 kg e tinha 1,57 m de altura. Treinava de segunda a sexta, aproximadamente três horas por dia no Tênis Clube de Campinas.
Marcelo Sugimori, seu irmão, é também seu treinador.

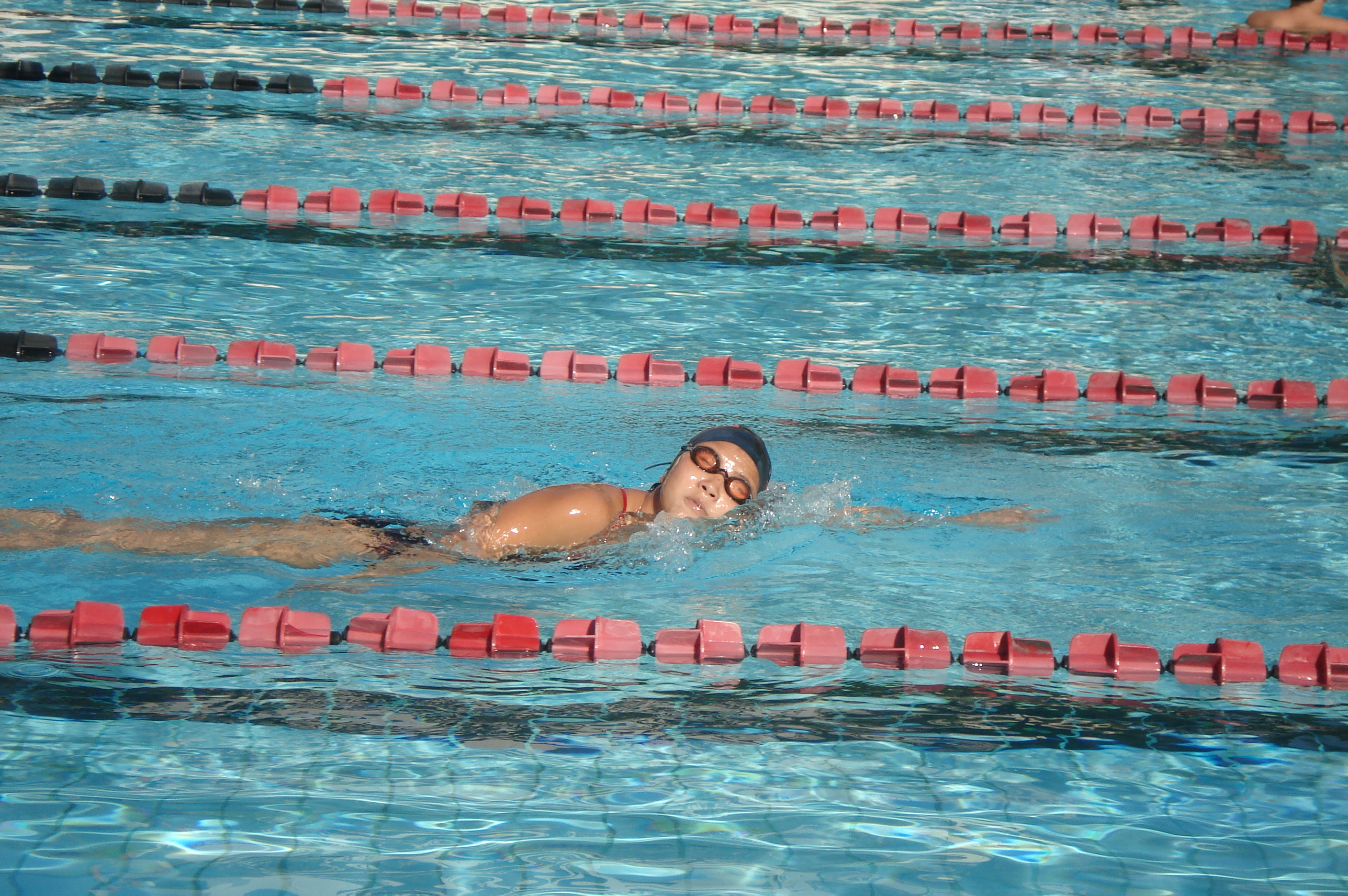
Fabiana em treino no Tênis Clube Campinas

Ela tem mais experiência do que eu e a minha função aqui é tentar narrar o que está acontecendo para ela. E assim acalmá-la. Muitas vezes eu não consigo— Marcelo Sugimori - irmão e treinador - numa entrevista ao Globo Esporte.

### Parapan-americano Rio 2007
Fabiana conquistou o primeiro ouro paraolímpico para o Brasil. Ela chorou por cerca de dez minutos antes de iniciar, e depois alegou que antes da prova sentiu a pressão de representar o Brasil numa grande competição. O nervosismo, porém, foi só antes de entrar na piscina. Ela venceu os 100 metros livre S11 com o tempo de 1m16s89.
Chorei antes porque bateu um nervosismo. Chorar ajuda a expulsar o estresse. Depois que derramei as lágrimas, conquistei o ouro— Fabiana Sugimori em entrevista logo após a competição

## Homenagens
- Cruz da Ordem do Rio Branco no grau Oficial[11].
- Recebeu do presidente Lula a Medalha da Honra ao Mérito Esportivo.[12]
- Fabiana ganhou um espaço na calçada da fama da rede esportiva de televisão ESPN.[5]

## Multimídia externa
- Fabiana Sugimori medalha de ouro nos 50 metros livre.[13]
- Fabiana recebendo medalha[10]